# Station Wargowo
Station Wargowo is een spoorwegstation in de Poolse plaats Wargowo.